# Sociedad Anónima Ecuatoriana de Transportes Aéreos
Pour les articles homonymes, voir Seta.

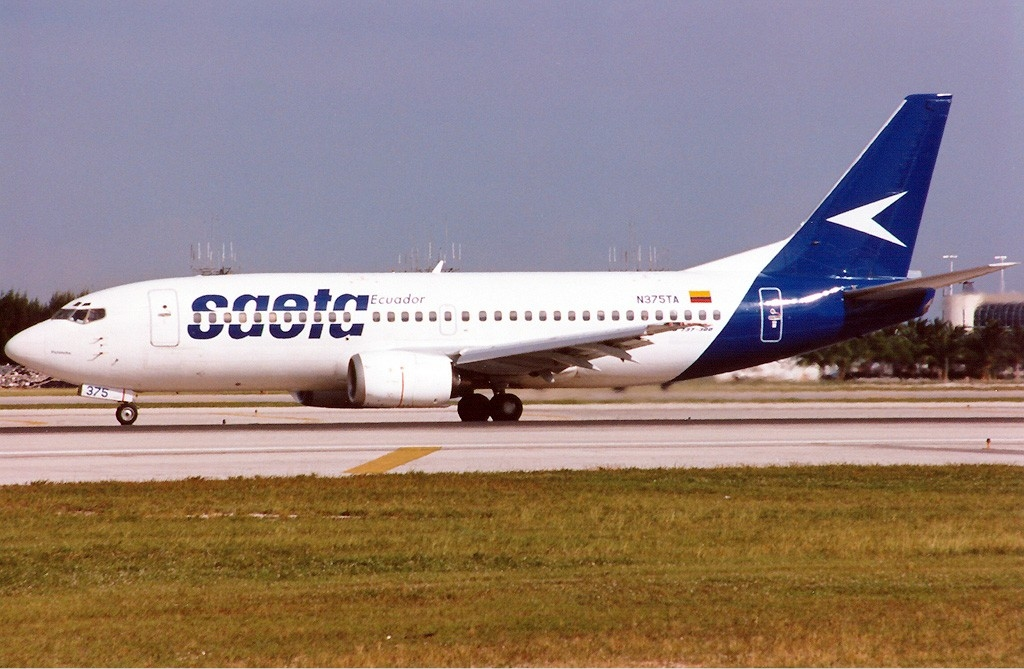
avion Boeing de la SAETA

La Sociedad Anonima Ecuatoriana de Transportes Aereos, dite SAETA, est une compagnie aérienne équatorienne (Code IATA: EH Code EACI:SET) créée en 1960 et ayant fait l'objet d'une liquidation judiciaire en 1990.
Elle a connu trois catastrophes aériennes :
- 15 août 1976 : le vol SAETA Quito-Cuenca (Équateur) est porté disparu après son décollage avec 59 personnes à son bord. La carcasse de l'avion est retrouvée par des alpinistes à la faveur de la fonte des neiges le 18 février 2003 sur un des flancs du volcan Chimborazo[2];
- 23 avril 1979 : le vol SAETA reliant Quito à Cuenca en Équateur disparait des radars avec 57 personnes à son bord. L'avion, un Vickers 785D Viscount de 1955 ne sera retrouvé que cinq ans plus tard (1984) près de Pastaza;
- 18 janvier 1986 : le vol SAETA s'écrase dans la jungle au Guatemala lors de sa deuxième approche de l'aéroport de Flores-Santa Elena, après avoir raté la première à cause de nuages bas. Les 87 personnes à bord de la Caravelle trouvent la mort[3].